# .40 S&W
.40 S&W(10.2×22mm)是一種由美國著名的槍枝製造商史密斯威森所設計的10毫米手槍彈藥，採用中心底火式直筒型彈殼。

## 歷史
從联邦调查局之前使用的10毫米Auto子彈演化而來，該型子彈威力太過強大，修改後成為.40 S&W。FBI便用較少發射藥的10毫米低速彈（又稱作“FBI配方”）來解決這個問題。史密斯威爾森重新設計了10毫米子彈，讓它在長度上縮短些，同時要維持FBI配方的表現。.40 S&W型子彈隨即在市場的反應和實際售出的數量上，壓倒性的勝出10毫米Auto子彈。同時因為.40 S&W長度稍短的優點，諸多原本使用9毫米子彈的手槍，也能改造成使用這種子彈。
以色列軍事工業公司曾經在1980年代試驗過相似的子彈，稱作.41 AE，這是為他們的傑里科941所設計的子彈。這種子彈使用.41 Magnum的彈殼，然後減短到與9毫米子彈相同長度，接著搭配緣縮式彈殼同樣為了搭配9毫米子彈的規格。.41 AE子彈在彈道的表現方面與.40 S&W相似，甚至有手冊建議使用.40 S&W的裝藥來裝填.41 AE子彈。而.41 AE子彈在許多方面較具吸引力：緣縮式彈殼允許使用者透過比較簡單的改造（槍管和彈匣），讓原本使用9毫米子彈的槍枝變成使用點41 AE。然而.41 AE子彈使用的是直徑0.41英吋的彈頭，而不若.40 S&W，它缺少許多製造商的支持，進而未能引起廣泛的市場反應。
一開始.40 S&W子彈的接受程度並不高，因為它的威力相較於原本的10毫米子彈相當低落。而這個特性也引致了一些抵損的名稱例如“短小孱弱（Short and Wimpy）”或“短小差勁（Short and Weak）”。但無論如何，它的彈道表現比起9毫米子彈，更加適合警用和自衛用途。同時，在製造商們紛紛改造它們的9毫米手槍來使用.40 S&W子彈時，也無形之間快速增加了民眾的接受度。
.40 S&W的使用者發現在使用該口徑子彈的手槍時經常發生膛炸事故，特別是在格洛克手槍中比較頻繁，原因是該槍的給彈斜面部與彈殼的空間間隔太大，缺乏對子彈的彈殼包覆，導致引爆發射藥時令彈殼破裂，從而發生膛炸。

## 表現
.40 S&W子彈在美國已獲得極大的成功，因為它比9毫米子彈更加優秀，並且去除了10毫米Auto子彈的過度殺傷力。在世界的各處，它變成熱門的射擊競技彈種。
.40 S&W被認為是現今最適合執法用途的子彈，當搭配空尖彈使用時更增加了它的制止力，並且有易於掌控的後座力。

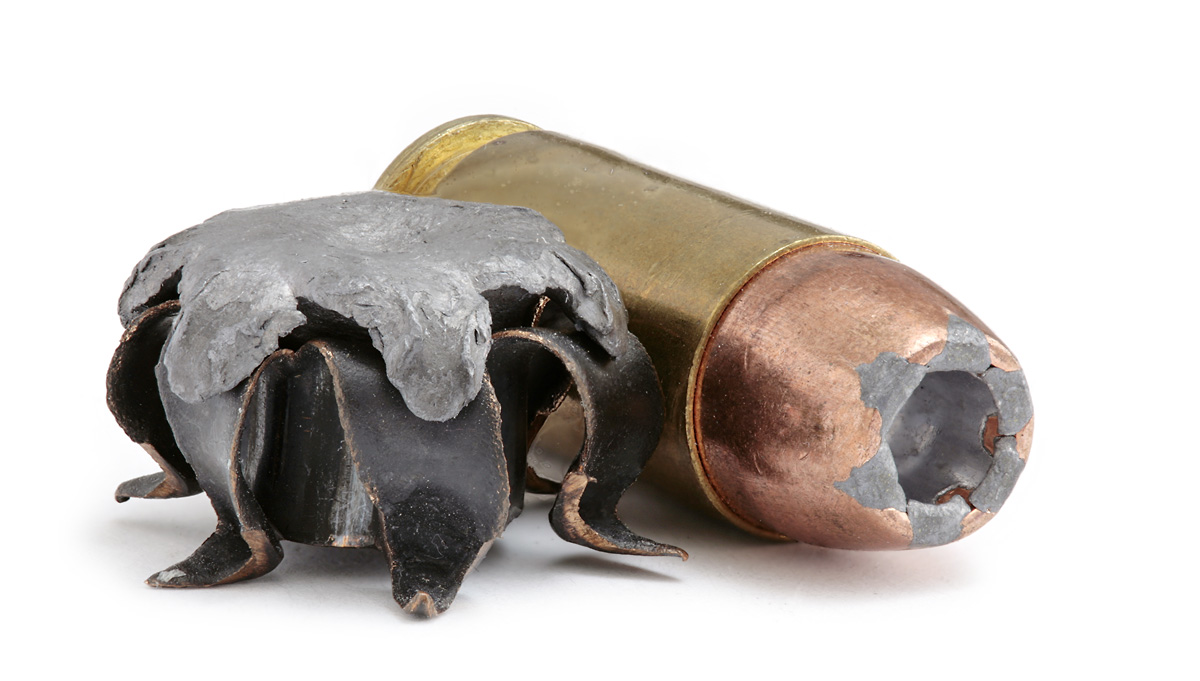
完好的.40 S&W空尖彈（右）及擴張後的.40 S&W空尖彈（左）
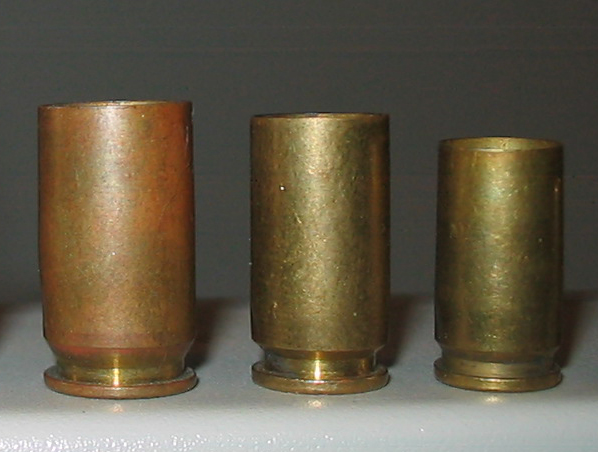
左至右： .45 ACP彈殼、 .40 S&W彈殼、 9毫米彈殼

## 同義字
- .40 Kurz（短彈）
- 10mm Kurz
- .40 Auto
- .40 Short and Wimpy（貶義）
- .40 Short and Weak（貶義、同上）
- .40 Liberty（同於“freedom fries”的傳統，美國國內杯葛史密斯威爾森的槍枝管制運動以及柯林頓法案）

## 相關資訊
- 手槍子彈列表
- 步槍子彈列表